# ジル・フォコニエ
ジル・フォコニエ（Gilles Fauconnier, 1944年8月19日 - 2021年2月3日 ）は、アメリカの言語学者、認知科学者。現在、カリフォルニア大学サンディエゴ校教授。
フランス出身。認知言語学の旗手のひとりで、自然言語の多義性などの分析に画期的な成果をもたらしたメンタルスペース理論の提唱で知られる。近年は、メンタルスペース理論から発展した融合(blending)という概念が、言語現象にとどまらず人間認知の基礎をなしていると主張している。

## 死去
2021年2月3日、死去。国際認知言語学会のイブ・スイーツァー、シーナ・コールソン、マーク・ターナーによって追悼の記事が掲載された。

## 主な著書
- Mental spaces: Aspects of meaning construction in natural language, 坂原他訳(1996) 『メンタルスペース』 白水社
- The Way We Think: Conceptual Blending and the Mind's Hidden Complexities （マーク・ターナーとの共著）
- Mappings in Thought and Language, 坂原他訳(2000) 『思考と言語におけるマッピング』 岩波書店